# Satoyasu Matsuri
Satoyasu Matsuri (さとやす?) también conocido como "TENKY", es un ilustrador y creador de videojuegos. Satoyasu ha trabajado frecuentemente junto a Minoru Kawakami desde hace más de 14 años, y está afiliado a la empresa desarrolladora de videojuegos, Tenky. Su arte se caracteriza por el estilo que utiliza destacando la figura de las personajes femeninas.

## Obras
- Owari no Chronicle
- Kyoukai Senjou no Horizon[3][4]